# Il mio nome è Nessuno - Il giuramento
Il mio nome è Nessuno - Il giuramento è un romanzo di Valerio Massimo Manfredi del 2012.
Il libro è il primo della serie sull'eroe Ulisse e narra della nascita e della vita dell'eroe fino alla fine della guerra di Troia.

## Trama
Odisseo, ancora in cerca della sua ultima tappa che placherà Poseidone a seguito di un sacrificio specifico, infreddolito e stanco, ripercorre le memorie della sua vita onde evitare di impazzire.
I suoi primi anni li passò con la madre Anticlea, il maestro Mentore e la nutrice Euriclea a Itaca, senza aver conosciuto suo padre, il re Laerte, partito per una missione importante assieme ad altri eroi della Grecia. Laerte fa ritorno circa sette anni dopo la nascita del figlio e gli racconta delle sue avventure, dal suo forte e possente compagno Eracle alla magica principessa Medea che ha sposato il suo capitano Giasone. A dieci anni, Odisseo scopre dai suoi genitori che il suo nome (che significa "colui che odia" o "colui che è odiato") fu scelto dal suo misantropo e profano nonno materno Autolico alla nascita e che chiese che fosse invitato ad una battuta di caccia presso il Parnaso non appena avrebbe avuto i primi peli facciali.
Pochi anni dopo, Odisseo parte per il Parnaso e incontra suo nonno, il quale gli chiede di dire poi alla madre il nome di tre animali a lui significativi, quando ritornerà. Durante la notte sul monte, Odisseo fa la sua prima conoscenza con Atena, che lo osserva nelle sembianze di una civetta. Il giorno dopo, Odisseo e Autolico vanno a caccia, e il giovane viene costretto a fermare da solo un cinghiale imbufalito, che gli ferisce il ginocchio. Prima di rimandarlo a casa con il ginocchio cicatrizzato, Autolico gli offre un altro invito a caccia tra vent'anni. Tornato a casa, Odisseo dice ad Anticlea i tre animali: toro, cinghiale e ariete.
Pochi giorni dopo, Laerte viene a conoscenza di un terribile fatto: il suo compagno di avventure, Eracle, ha assassinato la sua famiglia. Volendo vederci chiaro, Laerte, accompagnato da Odisseo e Mentore, parte sulla terraferma, approfittandone anche per vedere i suoi altri compagni. A Micene, i tre itacesi sono accolti da Euristeo, che ha già mandato Eracle a compiere le prime fatiche. Nella notte, Odisseo e Laerte sono avvicinati da Eumelo, figlio di Admeto e ospite/prigioniero di Euristeo, in quanto sa la verità della furia omicida di Eracle: quando il cugino fu ubriacato, Euristeo ordinò alle guardie di uccidere Megara e i due bambini e di far sembrare fosse stato Eracle il responsabile. Eumelo aveva visto tutto ed era stato confinato nelle stanze da allora. I due itacesi, quindi, organizzano la sua fuga e, mentre viene accompagnato da Mentore a casa sua a Fere, Odisseo gli regala una statuetta di legno di un cavallo. Odisseo e Laerte hanno due altre tappe, prima di tornare a casa: Sparta e la Casa del Lupo. A Sparta, Odisseo fa amicizia con la principessa Elena, la quale si innamora di lui. Alla Casa del Lupo, Laerte fa compiere al figlio un rito per assicurarsi che il sangue licantropo del suo suocero non abbia infettato anche lui.
Mentore fa poi ritorno a Itaca molto più avanti del re e del principe: a Fere, Mentore scoprì che Admeto fu graziato da Apollo con un dono: una possibilità di fuggire alla morte, ma in cambio, qualcuno sarebbe dovuto andare all'altro mondo al suo posto. A prendere il posto di Admeto fu la regina Alcesti. Quando Eracle fece tappa a Febe, scoprì della tragedia di Alcesti e si diresse negli Inferi non solo per l'ultima sua fatica, ma anche per recuperare il cugino Teseo e l'amica Alcesti. Quando la regina ed Eracle ritornarono, Eumelo ebbe il coraggio di dire ad Eracle la verità dietro l'assassinio della sua famiglia. Eracle, quindi, proclamò guerra a Micene e uccise Euristeo.
Pochi anni dopo, i figli degli Argonauti vengono chiamati a Sparta, per contendere alla mano di Elena. Oltre a conoscere gli altri figli degli Argonauti, tra cui Achille, Aiace e Diomede, Odisseo conosce anche il nuovo re di Micene e cognato di Elena, Agamennone, e suo fratello Menelao, che contende per la mano di Elena. La sera, nel punto dove conobbe Elena, Odisseo fa conoscenza con la cugina della principessa, Penelope, innamorandosi l'uno dell'altro. Il giorno fatidico, Odisseo suggerisce a Tindaro di far scegliere ad Elena il suo sposo, e che gli altri pretendenti avrebbero dovuto rispettare la sua scelta e aiutarsi a vicenda in caso di bisogno, in questo modo, nessuno avrebbe commesso qualche follia in preda alla follia o gelosia, se non fosse diventato lo sposo di Elena. Penelope si preoccupa di questa scelta, in quanto ha saputo che Elena ha avuto un sogno premonitore in cui era in un bagno con Odisseo e si baciavano, ma Odisseo, silenziosamente, chiede ad Elena di non scegliere lui. Menelao diventa lo sposo di Elena e Odisseo, sul punto di tornare a casa, viene raggiunto da Penelope che decide di fuggire con lui, pur di andare contro il volere del padre, quasi investendolo. Odisseo, però, torna indietro e chiede a Icario la mano di sua figlia, ottenendo la sua benedizione. Vedendo il figlio tornare a casa con una compagna, Laerte decide che è giunto il momento per lui di ritirarsi e di dare il trono e la corona a suo figlio.
Dopo aver creato una nuova stanza matrimoniale per loro due, creando un letto all'interno di un olivo che Odisseo e Penelope non volevano abbattere, Odisseo torna al Parnaso, dove Autolico gli dona due regali di nozze: un affettuoso cane da caccia, Argo, e un bellissimo e forte arco che non dovrà mai lasciare Itaca, per nessuna ragione. Prima di tornare a casa, Odisseo si ripromette di ritornare un giorno, ma Autolico gli dice che quello è stato il loro ultimo incontro. Qualche anno dopo, Odisseo, per dimostrare che suo nonno si sbaglia, cerca di fargli visita ma è fermato al porto da Menelao con un orribile notizia: Elena è stata rapita da un principe troiano.
Non volendo compiere una guerra, soprattutto ora che Penelope aspetta un figlio, Odisseo e Menelao cercano in un primo momento di risolvere la maniera pacificamente, dirigendosi a Troia per parlamentare e negoziare. Durante la loro permanenza, i due sono accolti nella casa di Antenore, un amico di Enea. Durante la negoziazione, il principe Ettore difende Paride dicendo che Elena non è stata rapita, ma è venuta volente con loro e che non sarà restituita a Menelao. Purtroppo, Menelao dichiara guerra e torna in Grecia a riunire tutti i pretendenti di Elena e suo fratello, affinché si uniscano a lui.
Dopo aver avuto l'opportunità di vedere l'appena nato figlio e di dargli il nome di Telemaco, Odisseo si dirige a Sciro a stanare Achille, vestito dalla madre come una delle damigelle di suo zio, affinché non partecipi alla guerra, ma Odisseo, vestito da venditore, arriva a palazzo e mette in vendita le armi del principe, costringendolo ad uscire allo scoperto. Durante il tragitto verso Sciro e verso Aulide, Odisseo viene messo al corrente del destino di Eracle e di Giasone: il primo, non potendo sostenere la perdita di Megara e dei suoi figli, si era suicidato bruciandosi in una pira da lui creata, l'altro aveva avuto problemi con Medea e si era rifugiato nel relitto della sua nave, dove è morto, schiacciato dai detriti. Arrivati in Aulide, la flotta achea si prepara a navigare verso Troia, ma il vento si rivela essere contro di loro. Il profeta Calcante rivela che Agamennone ha fatto un torto ad Artemide, uccidendo la sua cerva e che solo sacrificando Ifigenia, la principessa micenea, Artemide avrebbe concesso a loro di viaggiare. Dopo diversi ripensamenti, Agamennone attira Ifigenia con un inganno e viene costretto a sacrificarla, mentre la regina Clitennestra giura vendetta per questa ingiustizia. Ifigenia viene sacrificata e il vento concede agli Achei di proseguire verso Troia. Il primo a morire in battaglia è il re Protesilao, nonché il primo ad aver messo piede sulla spiaggia troiana.
Seguono diversi giorni e diversi morti da parte degli Achei e dei Troiani, e Odisseo, grazie all'intervento di Calcante, è l'unico a tenere conto dei giorni che passano, anzi degli anni che sono passati: nove. Quando la peste si avventa sugli Achei, Calcante informa Agamennone che il sacerdote Criso, la cui figlia era stata fatta schiava del re miceneo, ha chiesto ad Apollo di scatenare la peste sugli Achei, finché Criseide non sarebbe tornata. Agamennone accetta, dando a Odisseo il compito di portarla dal padre, ma si prende la schiava di Achille, Briseide. Achille, legato a Briseide, si rifiuta di combattere per questa ingiustizia e organizza il suo ritorno a casa. Non avendo più dalla loro parte il più forte guerriero della guerra, Menelao offre a Paride di risolverla tra di loro in duello, ma l'intervento di Afrodite e Atena, impedisce allo scontro di avere un vincitore e la Guerra continua, con gli Achei che si appoggiano al forte Aiace e i furbi Diomede e Odisseo. Dopo altri giorni di stallo, Odisseo e Diomede, travestiti da troiani feriti, entrano a Troia per studiare le loro difese. Odisseo e Diomede di separano e il re itacese scopre il tempio troiano di Atena, con la sua enorme statua, e trova rifugio e cure presso Antenore. Lì trova anche Elena, che gli fa un bagno e lo bacia, realizzando così il sogno premonitore.
Achille ritorna in campo, ma viene ucciso da Ettore, che lo spoglia delle armi e si scopre che era solo Patroclo, il cugino di Achille, che voleva alzare gli animi degli Achei travestendosi come il principe mirmidone. Gli Achei perdono le armi e le armature di Achille, ma riescono a portare in salvo il corpo di Patroclo. Furioso, Achille, rivestito di nuove armi e armature, fa strage dei troiani e uccide Ettore, trascinandolo per i piedi attaccati alla biga fino al campo. Agamennone, per scusarsi degli eventi, indice dei giochi funebri per Patroclo e restituisce Briseide ad Achille. Ormai tranquillo, il mirmidone viene raggiunto dal re troiano Priamo che domanda il corpo del figlio indietro e chiede una tregua affinché si possa celebrare i funerali di entrambi i coraggiosi ragazzi. Dopo la tregua, la Guerra riprende e Achille viene ucciso da Paride, con una freccia al tallone, il suo unico punto debole. Odisseo, armato di arco, lancia una freccia a Paride, uccidendolo, ma prima di scoccarla chiede che il merito di questo colpo sia dato ad Eracle. Alla morte di Achille, gli Achei si chiedono a chi debbano andare le sue vestigia. Odisseo e Aiace competono per averle e, dopo una votazione da parte degli altri capi, è Odisseo a ottenerle. Aiace si offende per questo affronto, in quanto lui è cugino di Achille e meriterebbe di più l'armatura e le armi. Il giorno dopo, gli Achei si risvegliano e vedono Aiace uccidere le pecore cieco dalla rabbia, poi, accortosi che, per fortuna, non aveva ucciso Odisseo e gli altri, si suicida prima di poter commettere un'altra folle azione. Gli Achei si sentono perduti: hanno perso i loro due più forti guerrieri. Odisseo riesce a guadagnare però altro tempo reclutando Neottolemo, il figlio illegittimo di Achille, forte e veloce quanto il padre. 
Dieci anni dall'inizio della guerra, Odisseo riesce finalmente a riparlare con Eumelo, ora a capo dell'esercito di Fere. In onore dei vecchi tempi, Eumelo mostra ad Odisseo il suo regalo, il cavallino di legno, sorprendendo il re itacese del fatto che ce l'abbia ancora. Eumelo, in tutta risposta, dice che non può separarsi da ciò, in quanto "ha dentro il cuore e l'animo di Odisseo". L'itacese, quindi, ha un lampo di genio e informa gli altri generali del suo piano: arrendersi e lasciare ai troiani un cavallo di legno con dentro una sorpresa. Dopo qualche settimana di lavoro sull'opera, dopo aver scelto i migliori combattenti adatti ad entrare nel cavallo e dopo aver insegnato la parte dell'acheo traditore a Sinone, affinché i troiani abbocchino all'inganno, il piano viene attuato. Quel giorno, i troiani trovano il campo acheo deserto e un gigantesco cavallo di legno sulla spiaggia. Sinone, pestato e ferito, spiega a Priamo che lui era disposto ad arrendersi ed era stato preso a botte per questo, gli achei quindi avrebbero costruito il cavallo per domandare buon auspicio a Poseidone, per il loro viaggio in mare, alla ricerca di altri alleati. Tuttavia, il cavallo è stato costruito così grande per evitare che i troiani lo portassero dentro le loro mura, poiché se fosse stato portato dentro, Poseidone avrebbe favorito loro e non gli Achei. Priamo, quindi, decide di portarlo dentro, sacrificando un pezzo di muro, ma il sacerdote Laocoonte, sapendo che è una trappola, cerca di stanare gli achei all'interno, scagliando una lancia nel cavallo e intimando di bruciarlo. Tuttavia, quando Priamo gli chiede di compiere un sacrificio a Poseidone per poter avere un responso più chiaro, Laocoonte e i suoi due figli furono divorati da due squali, attirati dal sangue del toro sacrificato sulla riva. Vedendo queste morti come se Poseidone si fosse offeso per la lancia, Priamo ordina di portare il cavallo all'interno delle mura.
Festeggiando la loro vittoria, i troiani si ubriacano e la notte, Elena, riconoscendo il trucco, invita gli Achei ad attaccare e ad informare i loro compagni nascosti con le navi di raggiungerli. Prima che l'assalto finale abbia inizio, però, Odisseo informa Antenore e la sua famiglia di andarsene al più presto. Il giorno dopo, Troia cade tra le ceneri, gli Achei fanno ritorno a casa e, mentre Odisseo brucia cinque di dodici sue navi ormai prive dei rematori, il sovrano itacese porta le vestigia di Achille alla tomba di Aiace.

## Edizioni
- Valerio Massimo Manfredi, Il mio nome è Nessuno - Il giuramento, Mondadori, 2012, ISBN 978-88-04-62287-1.

- Valerio Massimo Manfredi, Il mio nome è Nessuno - Il giuramento, Numeri Primi, 29 aprile 2014,  p. 352, ISBN 978-8866210825.

- Valerio Massimo Manfredi, L'oracolo, tascabile, Oscar Bestsellers, Arnoldo Mondadori Editore, 22 maggio 2017,  p. 353, ISBN 978-88-04680253.